# Götz Heidelberg

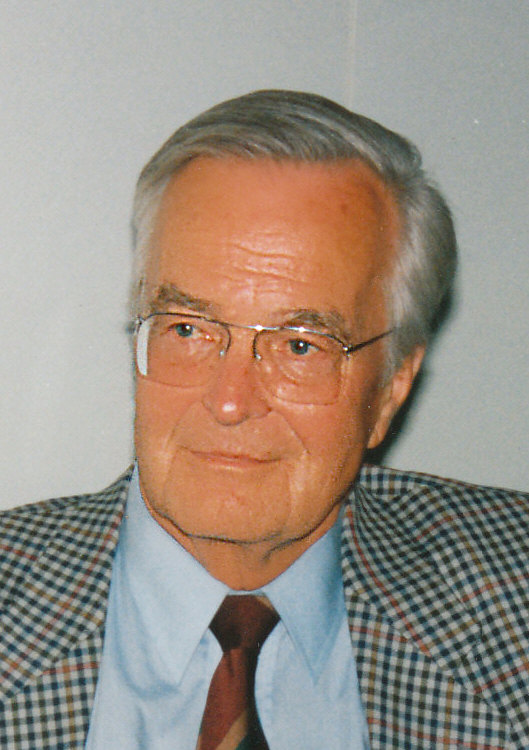
Götz Heidelberg (1997)

Götz Heidelberg (geboren am 1. März 1923 in Bensberg; gestorben am 22. April 2017) war ein deutscher Physiker, Konstrukteur und Unternehmer.

## Leben
Heidelberg zog mit seinen Eltern in den 1930er Jahren nach Dresden. Nach dem Abitur, 1940, wurde er an die Ostfront eingezogen. Er wurde schwer verwundet und begann sein Studium an der TH Dresden. Von 1945 bis 1949 studierte Heidelberg Physik an der Georg-August-Universität Göttingen. In Dresden leitete er nach dem Tod seines Vaters 1949 die elterliche Maschinenfabrik bis zur Enteignung im Jahr 1953. Ab 1955 war Heidelberg Hochschulassistent bei Professor Henrich Focke am Lehrstuhl für Hubschrauber an der TH Stuttgart. Von 1958 bis 1973 leitete er bei Messerschmitt-Bölkow-Blohm (MBB) in Ottobrunn die Entwicklung, Erprobung und Herstellung von Vollkunststofffahrzeugen, Elektrotransportern und Kunststoffjeeps (amphibische Fahrzeuge), der Magnetschwebebahn, Hochleistungsschnellbahn, Lastenhubschrauber und dr Magnetfeldfahrtechnik der automatischen Kabinenbahn (System C-Bahn). Heidelberg begann, seine Idee vom Landfahrzeug ohne Räder umzusetzen.
Im Jahr 1966 entstand bei MBB unter Heidelbergs Leitung die erste Magnetschwebebahn. 1969 beauftragte Bundesverkehrsminister Georg Leber eine Hochleistungsschnellbahnstudie, die in knapp zweieinhalb Jahren in Zusammenarbeit mit der Deutschen Bundesbahn, MBB und der Strabag Bau-AG mit Heidelberg als Projektleiter durchgeführt wurde. Er verkaufte an die Thyssen AG den Teil seiner Patentlizenzrechte für die Anwendung auf den Schnellverkehr, nicht jenen für den Personennahverkehr in den Ballungsräumen. Für die Personenschnellverkehrsvariante von Thyssen auf der Basis von Heidelbergs Patentlizenzen wurde der Name Transrapid geläufig und bekannt.
Unter seiner Leitung entstanden als neue technische Systeme und Technologien der Niederdruck-Reaktionsantrieb für Großhubschrauber, die erste große Magnetschwebebahn, elektrische Antriebssysteme für Fahrzeuge, Kunststofftechnologien im Fahrzeugbau, Energiespeichersysteme, Windkraftanlagen und Brennstoffzellen.
Leistung und Patente von Heidelberg betreffen die Ablösung herkömmlicher mechanischer Technik durch elektrische Systeme. Einige Projekte dienen dem Ersatz fossiler Energien durch Nutzung regenerativer Energien.

## Projekte bei Messerschmitt-Bölkow-Blohm

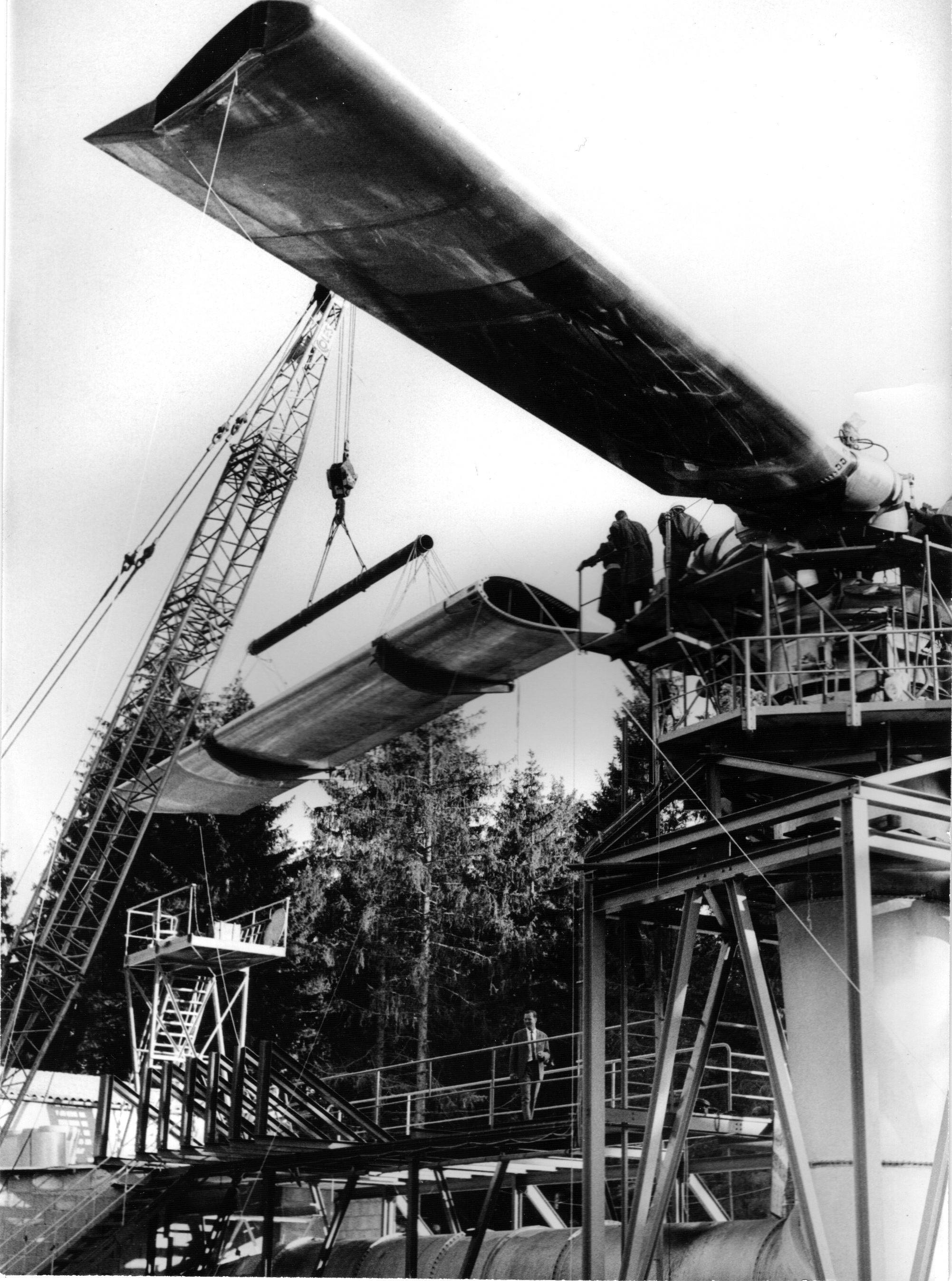
Niederdruck-Reaktionsrotor

### Heidelberg-Rotor Niederdruck-Reaktionsrotor
Durch die Bölkow-Entwicklungen KG wurde 1964 in Ottobrunn ein Prüfstand errichtet. Heidelberg entwickelte und erprobte dort seinen Heidelberg-Rotor. Der Reaktionsrotor hatte einen Durchmesser von 31 Metern, der Rotorkopf von 8 Metern. Die Antriebsleistungen von Hubstrahler und Hubschrauberrotoren erreichten auf dem Prüfstand bis zu 13.000 PS und 30 Tonnen Schub für Großhubschrauber. Die Blattwinkelsteuerung erfolgte über eine Spinne, die von dem im Druckluftkanal geführten Gestänge betätigt wurde. Die Rotorblätter bestanden aus verklebten Leichtmetallblechen. Der Rotor war für den Transport besonders großer Lasten konzipiert und konnte ohne großen technischen Aufwand betrieben werden. Nach den Patenten von Heidelberg wurde der Niederdruck-Reaktionsrotor ein Jahr erfolgreich erprobt. Mit diesem Großhubschrauber bestand die Möglichkeit, Megalasten wie Panzer über Flüsse zu transportieren. Die Verwirklichung dieser einfachen Technik für Schwerlasthubschrauber, die über die militärische Bedeutung des Panzertransports hinaus auch einen erheblichen zivilen Nutzen hätte haben können, fand nicht statt, weil die notwendigen Fördergelder nicht genehmigt wurden.

#### Funktionsweise eines Niederdruck-Reaktionsantriebs
Eine Gasturbine, wie sie für Verkehrsflugzeuge als Antrieb serienmäßig verwendet wird, gibt ihre gesamten Schubgase einschließlich der Kaltluft vom Aft-Fan in ein Rohr, das die Gase (250 °C warme Druckluft) durch die Rotornabe in die drei Rotorblätter, die aus verklebten Leichtmetallblechen bestehen, führt. Die Rotorblätter sind hohl und leiten die Druckgase bis zum äußeren Blattende, wo sie aus einer Düse nach hinten, also entgegen der Blattbewegungsrichtung, austreten. Der Düsenstrahl treibt die Blätter und damit den Hubschrauberrotor an. Es ist ein Antrieb ohne mechanisches Getriebe auf einfachste Art. Da sich der Rotor selbst antreibt, genügt ein kleiner Heckrotor für den Gegendrehmomentausgleich. Als Gaserzeuger käme beispielsweise das Zweistromtriebwerk CJ-805-23 von General Electric in Frage, das mit einem Gesamtluftdurchsatz von nahezu 190 kg/s arbeitet. Die Austrittsgeschwindigkeit des Gasstromes an den Rotorspitzen beträgt 340 m/s, die Umfanggeschwindigkeit liegt bei 190 m/s.

### Magnetschwebefahrzeug

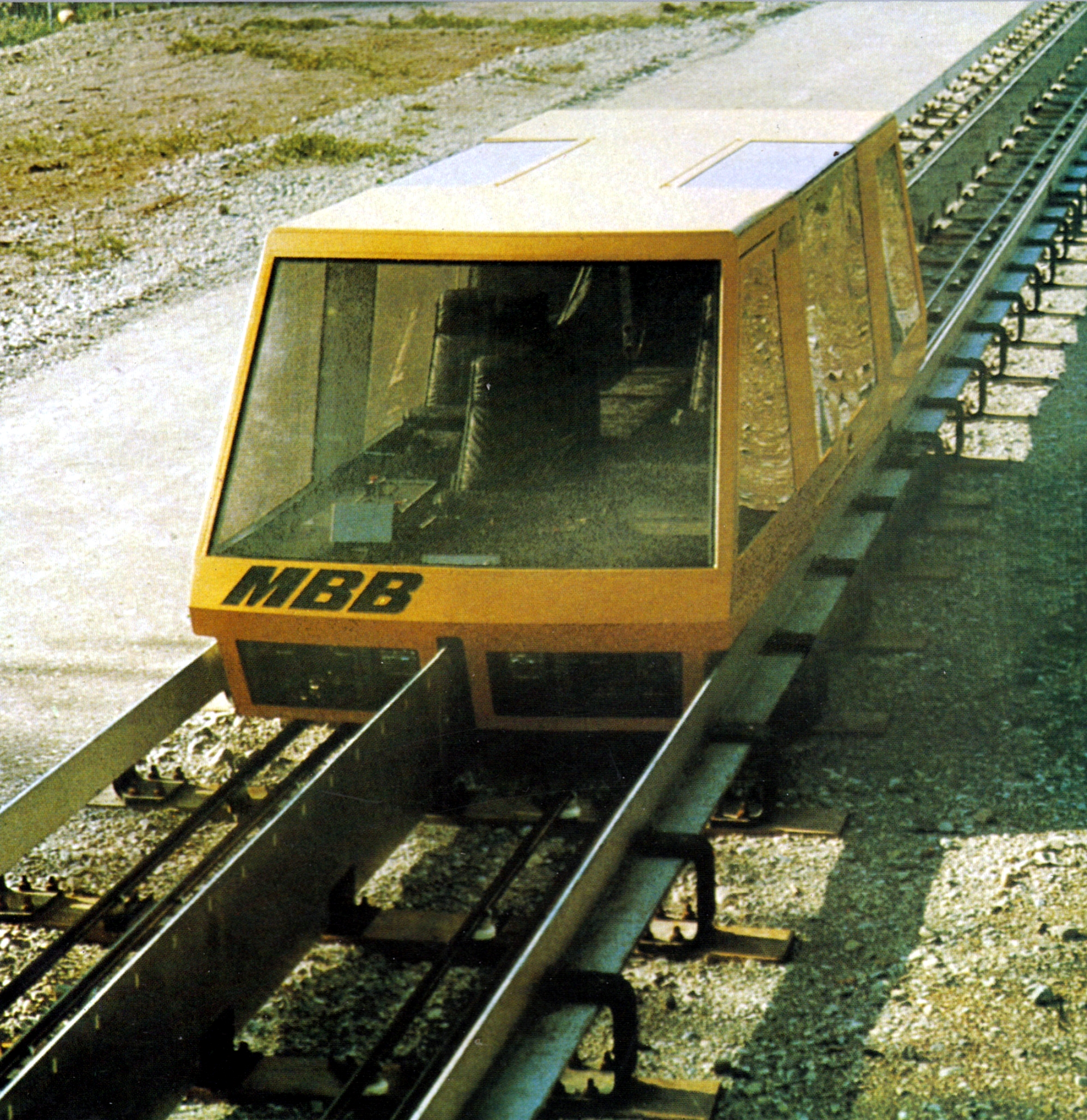
Magnetschwebefahrzeug

Das erste funktionsfähige Magnetschwebefahrzeug im Maßstab 1:1 wurde bei MBB 1972 unter der Leitung von Götz Heidelberg entwickelt und auf einer 600 Meter langen Versuchsstrecke in Ottobrunn erprobt. Ohne Räder schwebte es durch die elektromagnetische Tragefunktion, elektronisch gesteuerter Elektromagnete und ein eingebauter Linearmotor wirkte mit einer im Fahrweg angebrachten Aluminium-Reaktionsschiene zusammen und diente als Antrieb. Diese Komponente definierte 1972 Herbert Weh an der TU Braunschweig. Das 7 Meter lange Fahrzeug, Gewicht 6 Tonnen, steht heute in der Lokwelt Freilassing.

## Projekte und Entwicklungen in eigenen Firmen
1975 startete Heidelberg seine Firma Magnetbahn GmbH in Starnberg. Seine Entwicklungen der Fahrweg-Wanderfeld-Technik (Langstator, Linearmotor) und der Magnettragetechnik basieren auf Permanentmagneten.

### Fahrweg-Wanderfeldtechnik
Die Fahrzeugdauermagnete, die das Fahrzeug durch ihre Anziehung an die im Fahrweg angebrachten Eisenteile (Stator) tragen, erzeugen in diesen ortsfesten Statorblechpaketen einen magnetischen Fluss. Damit reagieren stromdurchflossene Leiter, die in Quernuten des Stators liegen, derart, dass horizontale Kräfte auf die Fahrzeugdauermagnete erzeugt werden, die das Fahrzeug antreiben. Die Dauermagnete des Fahrzeuges haben eine Doppelfunktion; sie dienen als Tragmagnete, die das Fahrzeug und seine Zuladung tragen, und als Erregermagnete für die Antriebsfunktion des Linearmotors. Die im Stator eingelegte dreisträngige Wicklung besteht aus mäanderförmig in die Statornuten eingelegten Kabeln und wird von einem ortsfesten Pulsumrichter mit Drehstrom gespeist. Sie erzeugt dabei ein elektromagnetisches Wanderfeld, dessen Geschwindigkeit synchron mit den Fahrzeugdauermagneten mitläuft. Im Stator wirkt die Wanderfeldwelle (oder Strombelagswelle) mit der von den Dauermagneten erzeugten Induktionswelle zusammen und ergibt einen Antriebs- oder Bremsschub. Der Linearmotorschub ergibt sich (bei Schubwinkel 0°) aus dem Produkt der Amplitude von der Strombelagswelle mit der Erregergrundwelle und einer Antriebskonstante, welche die Magnetfläche, Polteilung und Polzahl berücksichtigt. Die Synchronisation zwischen Strombelagswelle der Statoren und Induktionswelle der Fahrzeugdauermagnete geschieht durch die Auswertung der in der Statorwicklung durch die Induktionswelle induzierten Spannung für die Frequenzsteuerung des ortsfesten Umrichters. Eine typische Langstatorwicklung hat bei 140 mm² Querschnitt der Aluminiumkabel ca. 0,15 Ω Widerstand und eine Impedanz von 0,025 Ω m/s (auf die Geschwindigkeit bezogen).

### Magnetbahn Braunschweig

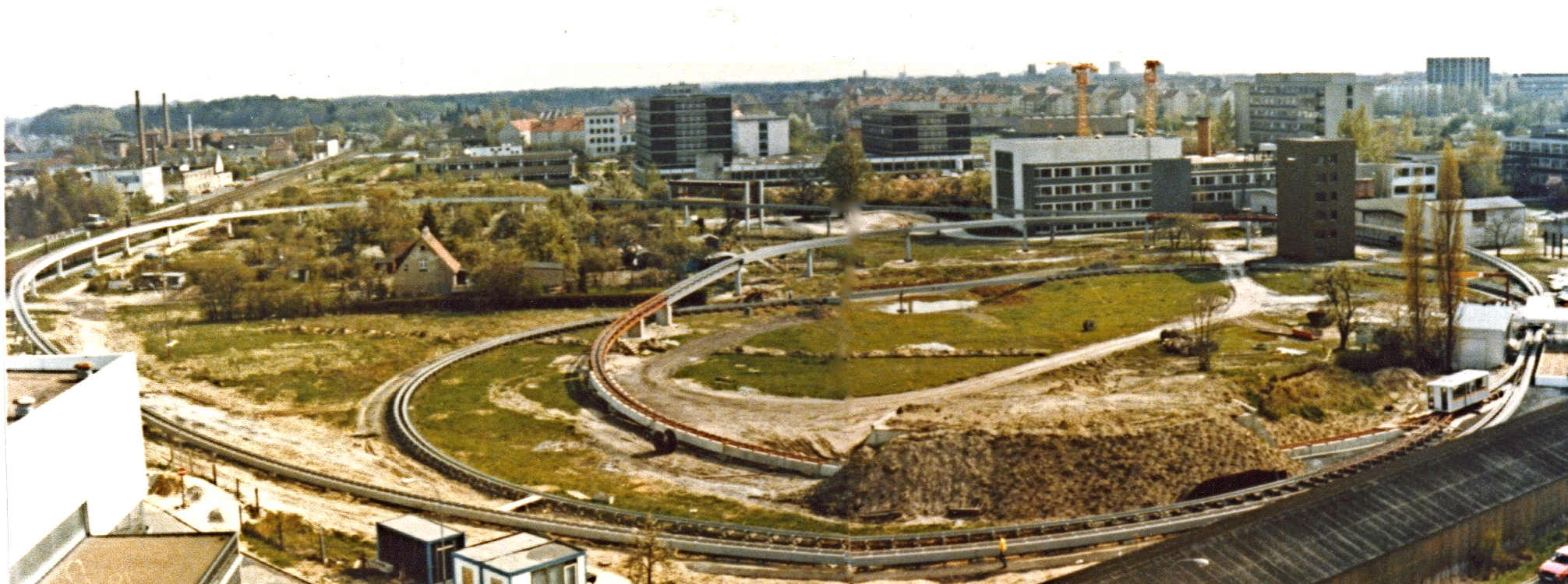
Erprobungsanlage in Braunschweig

Heidelberg baute für die erste Magnetbahn eine Erprobungsanlage in Braunschweig. Auf einer Strecke von 1,4 km fuhren 3 Fahrzeuge zwischen 2 Bahnhöfen im kompletten System des automatischen Betriebs. Professor Herbert Weh, Lehrstuhl für Elektrotechnik, organisierte das Versuchsgelände an der Hochschule. In der Erprobung wurden ca. 325.000 Kilometer gefahren.

### M-Bahn Berlin

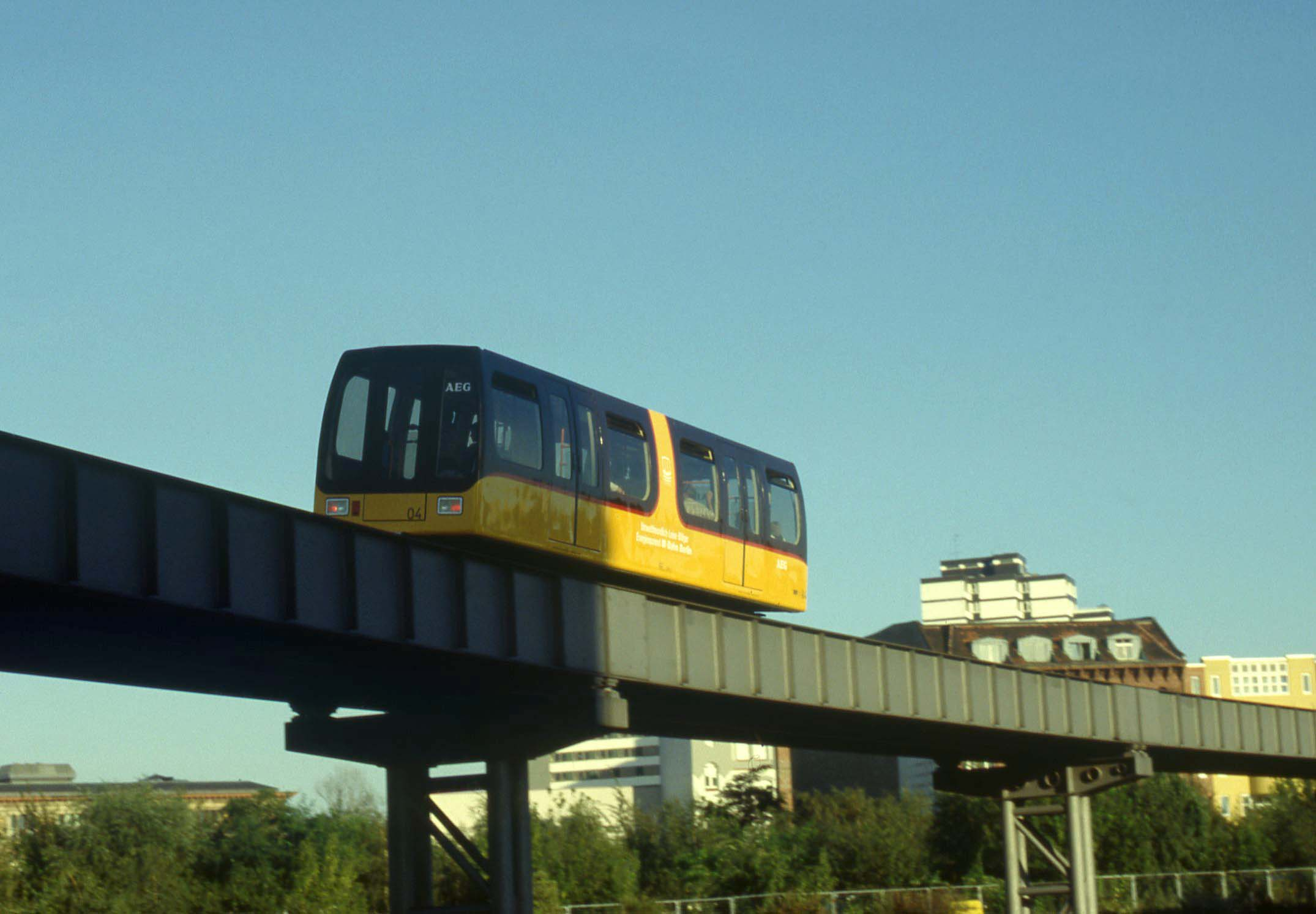
M-Bahn in Berlin

1983 erhielt Heidelberg, mit Beteiligung der AEG, den Auftrag für den Bau der Magnetbahn-Versuchsstrecke in Berlin.
Anlässlich der 750-Jahr-Feier Berlins wurde der Referenzbetrieb mit der Magnetbahn Berlin am 1. Mai 1987 eröffnet. Es wurden vier M-Bahn-Fahrzeuge stufenweise auf der Demonstrationsanlage Berlin im täglichen Fahrgastverkehr eingesetzt. Fahrzeuge und Bahnhöfe (Kemperplatz, Bernburger Straße, Gleisdreieck) wurden personalfrei auf der vollautomatisierten Anlage betrieben. Die Fahrzeuge fuhren von 1987 bis 1991 im Demonstrations- und Verkehrsbetrieb.
1980 gründete Heidelberg die Magnet-Motor GmbH für die Entwicklung, Erprobung und Herstellung neuartiger elektrischer Antriebe, Elektroniksysteme und Energiespeicher für Nahverkehrsbusse, Autos und militärische Fahrzeuge mit Beteiligung der Rheinmetall AG an der Magnet-Motor GmbH.

### Stirlingmotor

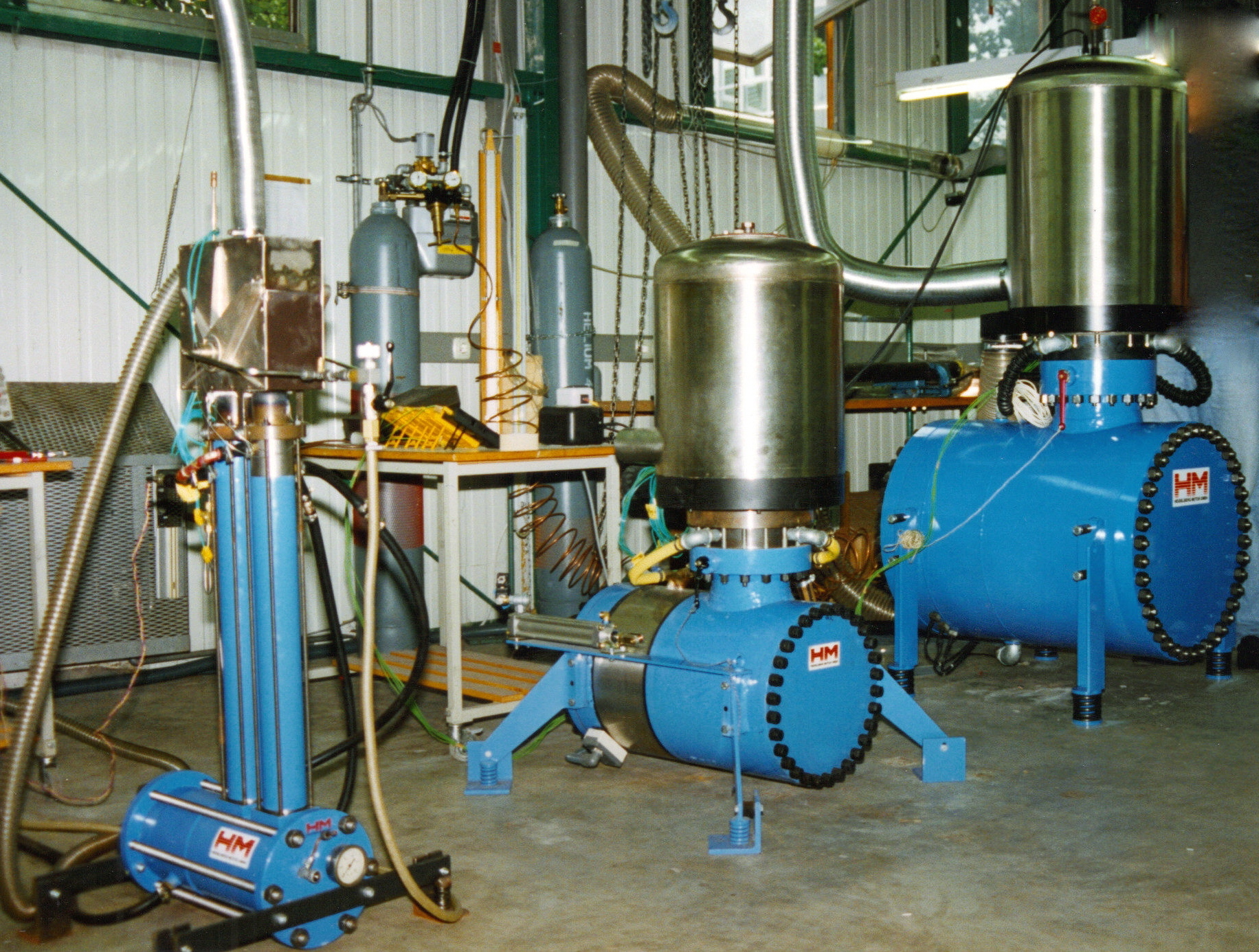
Stirlingmotoren

Um der Verknappung fossiler Brennstoffe wie Erdöl, Erdgas und Kohle entgegenzuwirken, entwickelte Heidelberg bereits in den 1980er Jahren neuartige Stirlingmotoren mit Generatoren im abgeschlossenen Helium-Druckraum für regenerative Energien. Neben Wasserkraft, Wind, Photovoltaik und Sonnenthermik werden immer mehr Bioenergien von nachwachsenden Brennstoffen wie Holz, Pflanzen und vergasten Abfällen genutzt. Zur Stromgewinnung gingen erste Anwendungen für Bio- und Entsorgungsverwertung in Serie. Unter der Bezeichnung Thermoelektrische Konverter 30 (TEK 30) wurden sie bei der Magnet-Motor GmbH hergestellt. Diese Konstruktionen führten dazu, dass der Stirlingmotor dieser Leistungsklasse in den Ausmaßen reduziert und dadurch billiger und leichter wurde.

### Windkraftanlagen

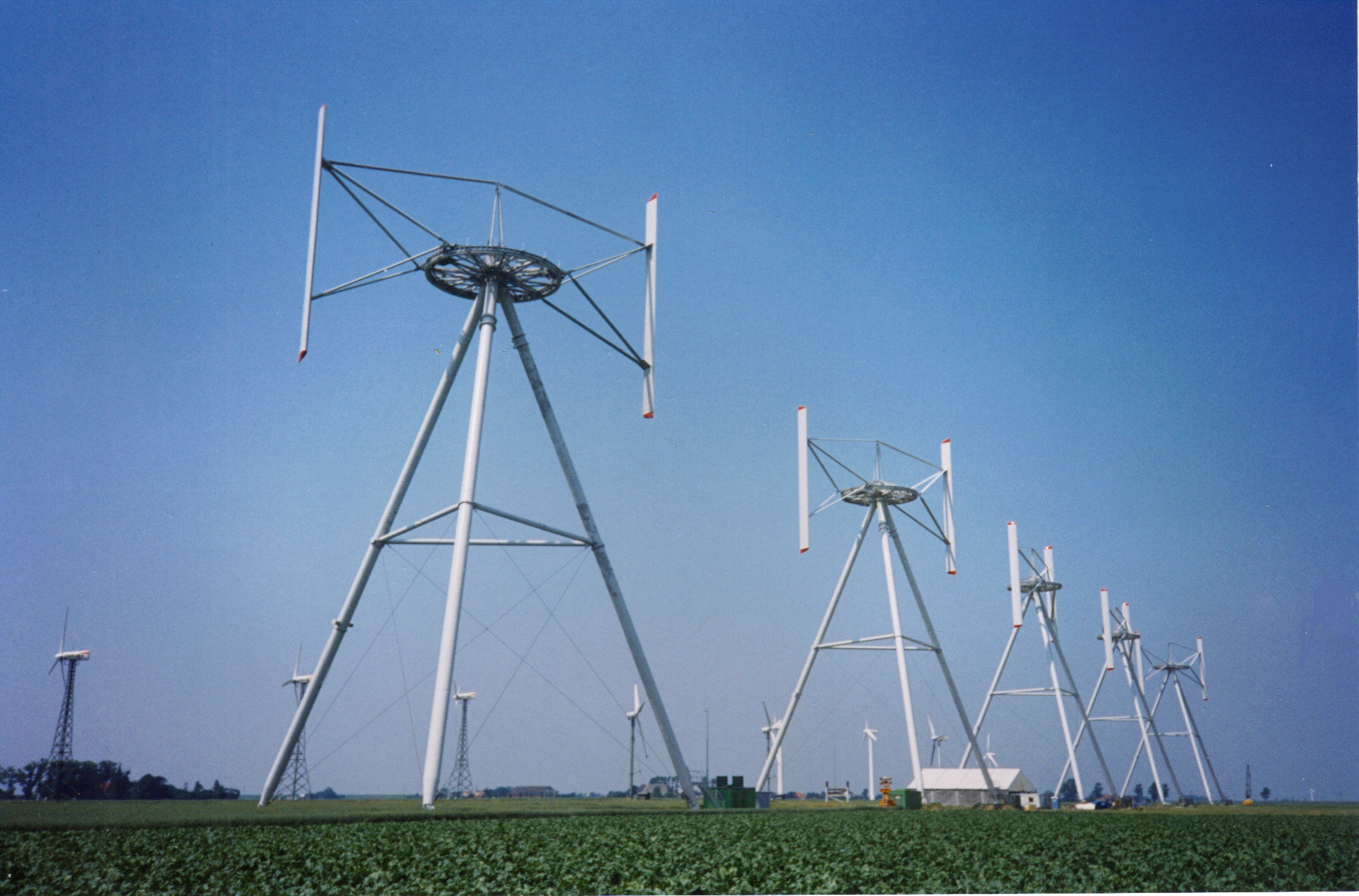
5 Windkraftanlagen mit je 330kW im Windenergiepark Westküste

1985 gründete Götz Heidelberg die Heidelberg-Motor GmbH, die neuartige Windkraftanlagen mit Vertikalachsensystem und getriebelosen Generatoren entwickelte und herstellte. Die Generatoren hatten integrierten Permanentmagnetring mit Wanderfeldstator.
- Rotwand, Bayern, Mangfallgebirge
- Mt. Karisimbi 4.000 m Höhe, Ruanda, Ost-Afrika, Vulkanberg
- Antarktis Deutsche Forschungsstation

### Brennstoffzelle
1995 entwickelte Heidelberg Brennstoffzellen, die den Strom direkt aus Wasserstoff liefern. Sie sollten zunächst den Dieselmotor in Nahverkehrsbussen ersetzen. Erste Brennstoffzellen wurden 1996 im Magna-Konzern in einen PKW VW Golf eingebaut und ein Versuchslauf gestartet. 1998 gründete Heidelberg die Proton Motor GmbH (PM) für die Entwicklung und Herstellung von Brennstoffzellen und deren Anwendungen. Ein Jahr später wurden die ersten Prototypanwendungen der Brennstoffzellen als PKW-Antrieb eingebaut. PEM-Brennstoffzellen (Proton Exchange Membrane) werden in Heidelbergs Firma Proton Motor Fuel Cell GmbH in Puchheim weiterentwickelt und produziert. Zusammen mit der Magnet Motor GmbH werden in Europa komplette Brennstoffzellen-Antriebssysteme für Fahrzeuge gebaut. 2001 präsentierte Heidelberg den ersten mit Brennstoffzellen angetriebenen Nahverkehrsbus Neoplan sowie die 3. Generation des VW Lupo mit getriebelosem Radantrieb. Die Proton Motor Fuel Cell GmbH ist seit 30. Oktober 2006 an der Londoner Börse notiert.

## Ehrungen
- 1994: Ehrendoktorwürde der Fakultät Elektrotechnik der Universität der Bundeswehr München[12]